# 阿尼亚诺赛马场
阿尼亚诺赛马场（Ippodromo di Agnano）是意大利那不勒斯的一座著名的赛马场，位于阿尼亚诺鲁杰罗街1号，总面积476000平方米，建筑面积5000平方米，能容纳16000名观众。在此举办重要大奖赛Gran Premio Lotteria di Agnano。
阿尼亚诺赛马场最初是由贵族Raffaele Ruggiero设想、设计于1850年，系填平湖泊筑成。1935年赛马场终于建成。
赛马场的花园中设有Raffaele Ruggiero的铜像。 
此外也经常用来举办音乐会以及夏令营。2005年还成立博物馆，收藏许多本地艺术家的当代艺术题材作品。